# Айхталь
Айхталь (нім. Aichtal) — місто в Німеччині, знаходиться в землі Баден-Вюртемберг. Підпорядковується адміністративному округу Штутгарт. Входить до складу району Есслінген.
Площа — 23,64 км2. Населення становить 9916 ос. (станом на 31 грудня 2020).